# Berndorf (Niederösterreich)
Die Stadtgemeinde Berndorf mit 8919 Einwohnern (Stand 1. Jänner 2025) liegt am Rande des Wienerwaldes im Triestingtal in Niederösterreich. Aufgrund der geschichtlichen Entwicklung im 19. Jahrhundert wird sie auch als Krupp-Stadt bezeichnet.

## Geografie

### Gemeindegliederung
Die Stadt besteht aus den Katastralgemeinden:
- Berndorf I (Berndorf-Stadt)
- Berndorf II (St. Veit an der Triesting)
- Berndorf III (Ödlitz)
- Berndorf IV (Veitsau/Steinhof)

Ortsteile sind: Berndorf Stadt, Veitsau (Stadtteil), Kolonie (Sdlg.), St. Veit an der Triesting (Dorf), Steinhof (Dorf), Ödlitz (Dorf)

### Nachbargemeinden
| Pottenstein |                                             | Bad Vöslau              |
|             | Kompassrose, die auf Nachbargemeinden zeigt | Leobersdorf, Hirtenberg |
|             | Hernstein                                   | Enzesfeld-Lindabrunn    |

## Geschichte

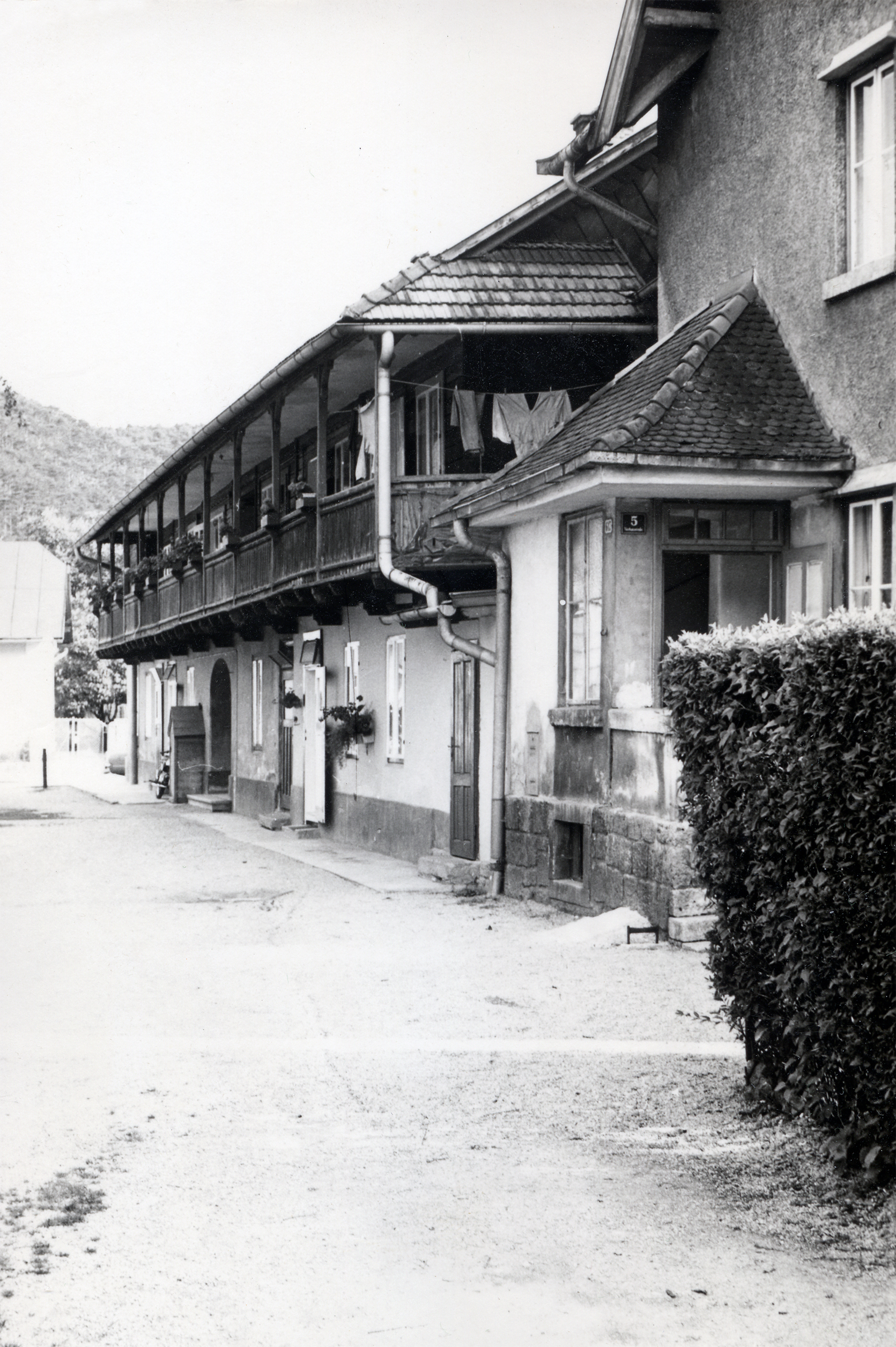
Wohnhäuser der Arbeitersiedlungen Sechshaus (links) und Vierhausstraße 5 (um 1979)

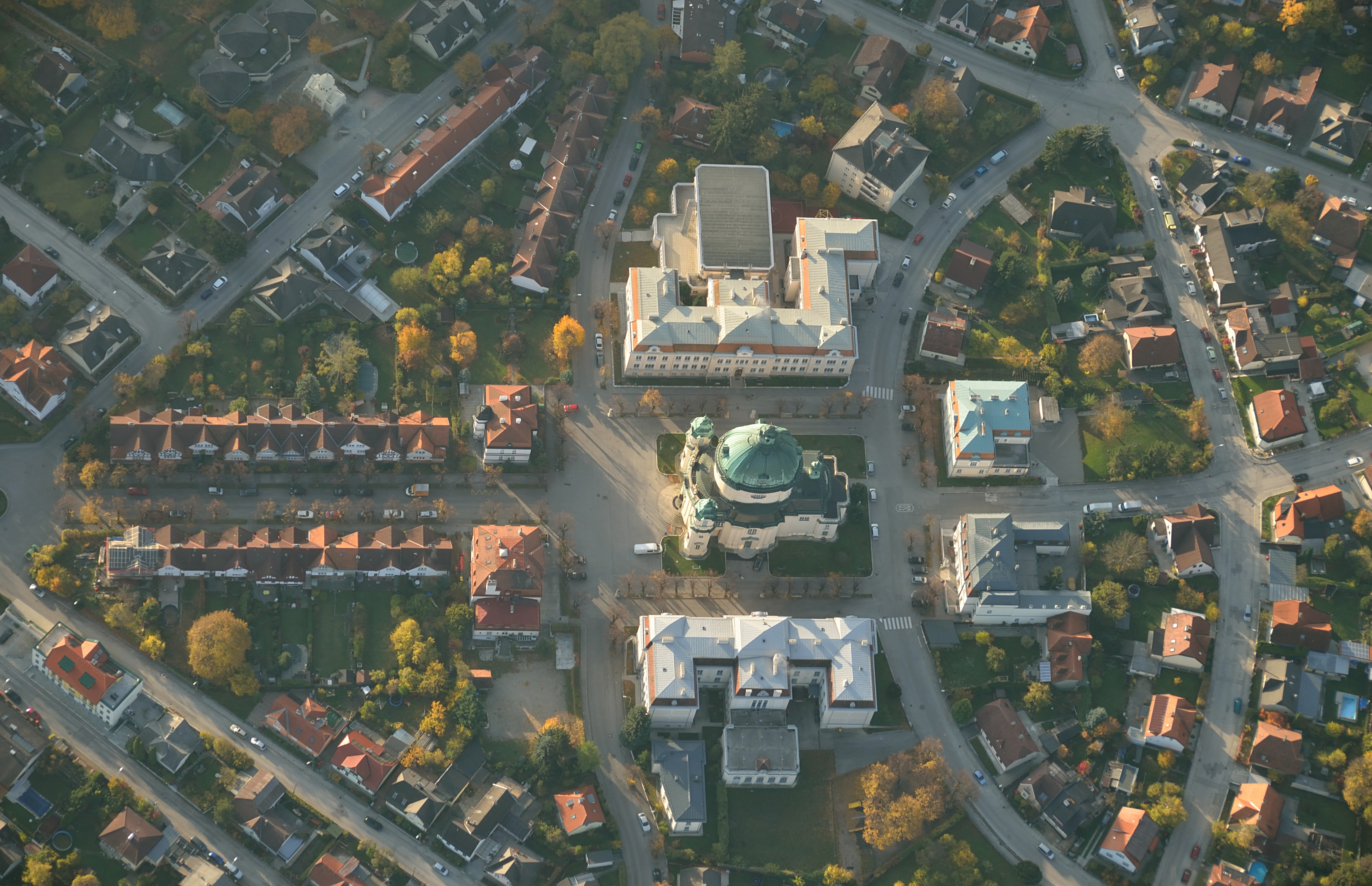
Planmäßig angelegte Straßenzüge mit Kruppstraße und Margaretenplatz

Funde aus den verschiedenen Epochen der Steinzeit belegen, dass bereits in der Gegend Ansiedlungen vorhanden waren.
Im Jahre 1133 wird im Göttweiger Salbuch ein Perindorf erwähnt, das seinen Namen vermutlich von einem Siedler namens Pero bekam, der sich mit einer Gruppe um 1070 hier niederließ. Auch in den Annalen der Abtei Kleinmariazell findet man 1136 das Stiftungsgut Perendorf.
Im Laufe der folgenden Jahrhunderte wurde Berndorf oftmals von den Ungarn, später von den Türken verwüstet, ähnlich wie die anderen Orte im Triestingtal.

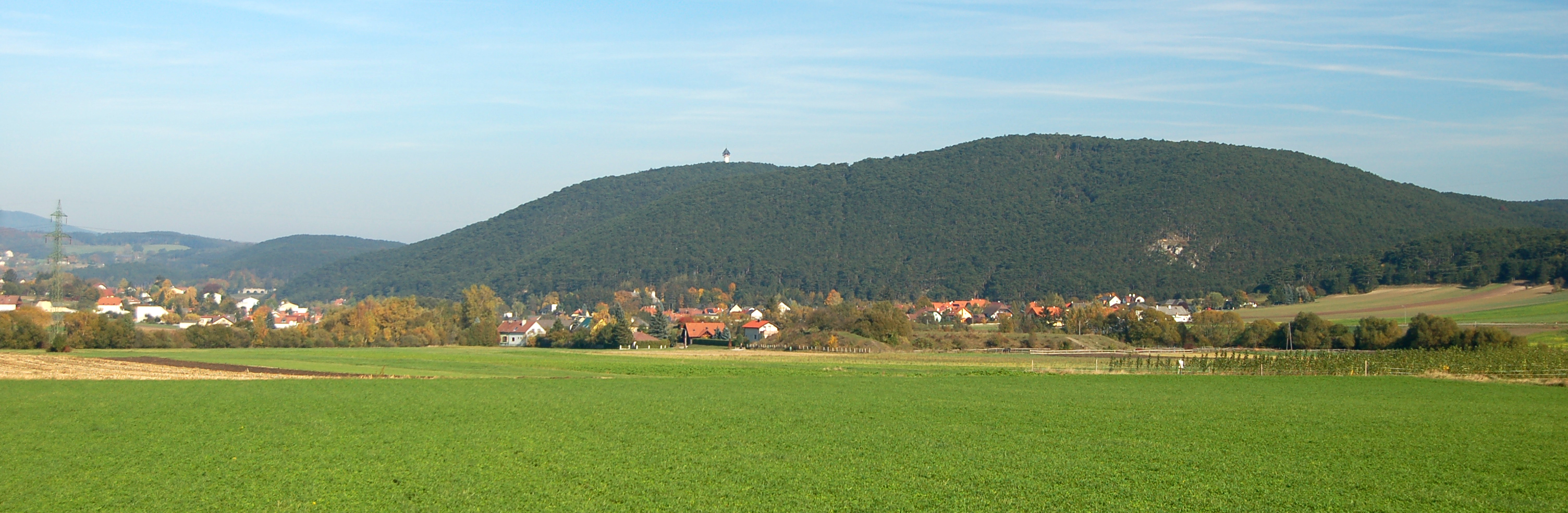
Grillenberger Becken (Katastralgemeinde Berndorf IV) mit überwachsenen Abraumhalden des zwischen 1838 und 1959 betriebenen Braunkohlenbergbaus.

Bereits im 18. Jahrhundert siedelt sich hier ein metallverarbeitendes Gewerbe an, wie beispielsweise der Neuhirtenberger Kupferhammer, dessen Nachfolgebetrieb, die  k. k. priv. Neuhirtenberger Fabrik metallener Maschinen, bereits 1836, zusätzlich zur Wasserkraft der Triesting, die erste – am Ort verfertigte – Dampfmaschine in Niederösterreich einsetzte. Im 19. Jahrhundert wurde die Metallindustrie, infolge stetigen Ausbaus, zum Haupterwerb der rundum ansässigen Bevölkerung. Es gab um 1844 ungefähr 50 Häuser mit 180 Einwohnern, als der Betrieb unter Alexander Schoeller und Hermann Krupp die Besteckerzeugung mit 50 Arbeitern begann. Diese Firma entwickelte sich später unter Arthur Krupp zu einem Weltkonzern mit 6.000 Mitarbeitern. Die gesamte Entwicklung Berndorfs war eng mit der Geschichte der Kruppfamilie verbunden. So wurden von Arthur Krupp neben den Industriebetrieben eine private Volksschule und ein öffentliches Bad gebaut. Für den Zustrom der Arbeiter und Angestellten ließ Krupp die Stadtviertel Wiedenbrunn und Margareten auf Kosten des Unternehmens errichten, zwischen 1880 und 1918 insgesamt 260 Häuser mit über 1100 Wohnungen. Auch die neobarocke Margaretenkirche wurde von Krupp errichtet. Städtebaulicher Planer und teilweise ausführender Architekt war Ludwig Baumann.
1866 wurde Berndorf zur Marktgemeinde und 1900 zur Stadt erhoben. Damals zählte Berndorf an die 4.300 Einwohner. Die Firma Krupp beschäftigte 3.500 Mitarbeiter aus Berndorf und Umgebung. Mit Landesgesetz vom 26. April 1923 vereinigten sich Berndorf, St. Veit an der Triesting, Ödlitz und, bis dahin jeweils Teil der Ortsgemeinde Grillenberg, die Ortschaft Veitsau sowie die Rotte Steinhof zur Stadtgemeinde „Groß-Berndorf“.
Nach dem Anschluss im Jahr 1938 wurde die Firma Arthur Krupp dem deutschen Kruppkonzern eingegliedert.
Durch die ansässige Industrie war Berndorf auch ein wichtiges Ziel der alliierten Luftangriffe in den späteren Kriegsjahren des Zweiten Weltkrieges. Während der Kriegsjahre machten aber auch die Naturgewalten vor Berndorf nicht halt, wobei zwei Mal (in den Jahren 1939 sowie 1944) die Triesting die stärksten Hochwasser ihrer Geschichte führte und große Schäden anrichtete.
Nach Kriegsende wurde die Metallwarenfabrik von der sowjetischen Armee beschlagnahmt und den USIA-Betrieben eingegliedert. Sie wurde erst 1957 dem österreichischen Staat übergeben und mit den Vereinigten Aluminiumwerken Ranshofen (VAW) zur Vereinigte Metallwerke Ranshofen Berndorf AG (VMW) bzw. Austria Metall AG (AMAG) fusioniert.
Auf Grund von finanziellen Problemen der verstaatlichten Industrie Anfang der 1980er Jahre wurde Berndorf 1984 wieder aus dem VMW-Konzern ausgegliedert und 1988 separat durch Manager-Buy-Out als Berndorf AG privatisiert. Außerdem entstand die kleinere KMU, die aber in der gleichen Sparte tätig ist wie die Berndorf AG.
Siehe auch: Geschichte Niederösterreichs, Geschichte des Wienerwalds

### Bevölkerungsentwicklung
| Berndorf: Einwohnerzahlen von 1869 bis 2025         | Berndorf: Einwohnerzahlen von 1869 bis 2025 | Berndorf: Einwohnerzahlen von 1869 bis 2025 | Berndorf: Einwohnerzahlen von 1869 bis 2025 | Berndorf: Einwohnerzahlen von 1869 bis 2025 |
| --------------------------------------------------- | ------------------------------------------- | ------------------------------------------- | ------------------------------------------- | ------------------------------------------- |
| Jahr                                                |                                             |                                             |                                             | Einwohner                                   |
| 1869                                                | 1869                                        |                                             | 3.331                                       | 3.331                                       |
| 1880                                                | 1880                                        |                                             | 4.172                                       | 4.172                                       |
| 1890                                                | 1890                                        |                                             | 6.776                                       | 6.776                                       |
| 1900                                                | 1900                                        |                                             | 9.117                                       | 9.117                                       |
| 1910                                                | 1910                                        |                                             | 12.788                                      | 12.788                                      |
| 1923                                                | 1923                                        |                                             | 12.504                                      | 12.504                                      |
| 1934                                                | 1934                                        |                                             | 10.949                                      | 10.949                                      |
| 1939                                                | 1939                                        |                                             | 10.959                                      | 10.959                                      |
| 1951                                                | 1951                                        |                                             | 9.541                                       | 9.541                                       |
| 1961                                                | 1961                                        |                                             | 8.992                                       | 8.992                                       |
| 1971                                                | 1971                                        |                                             | 8.690                                       | 8.690                                       |
| 1981                                                | 1981                                        |                                             | 8.160                                       | 8.160                                       |
| 1991                                                | 1991                                        |                                             | 8.264                                       | 8.264                                       |
| 2001                                                | 2001                                        |                                             | 8.642                                       | 8.642                                       |
| 2011                                                | 2011                                        |                                             | 8.810                                       | 8.810                                       |
| 2021                                                | 2021                                        |                                             | 8.991                                       | 8.991                                       |
| 2025                                                | 2025                                        |                                             | 8.919                                       | 8.919                                       |
| Quelle(n): Statistik Austria, Gebietsstand 1.1.2021 |                                             |                                             |                                             |                                             |

Die Bevölkerungsentwicklung im Laufe des 19. und 20. Jahrhunderts ist maßgeblich mit der Entwicklung der Berndorfer Metallwarenfabrik verbunden. Zur Zeit der Hochblüte dieses Industriebetriebs um 1910 hatte sich die Bevölkerung seit dem Beginn der statistischen Aufzeichnungen 1869 fast vervierfacht und erreichte mit 12.788 Einwohnern den historischen Höchststand. Danach reduzierte sich die Bevölkerung sukzessive, ehe sie 1981 mit 8.160 Personen ihren Tiefststand erreichte. Seitdem steigt die Bevölkerung wieder langsam an.

## Kultur und Sehenswürdigkeiten

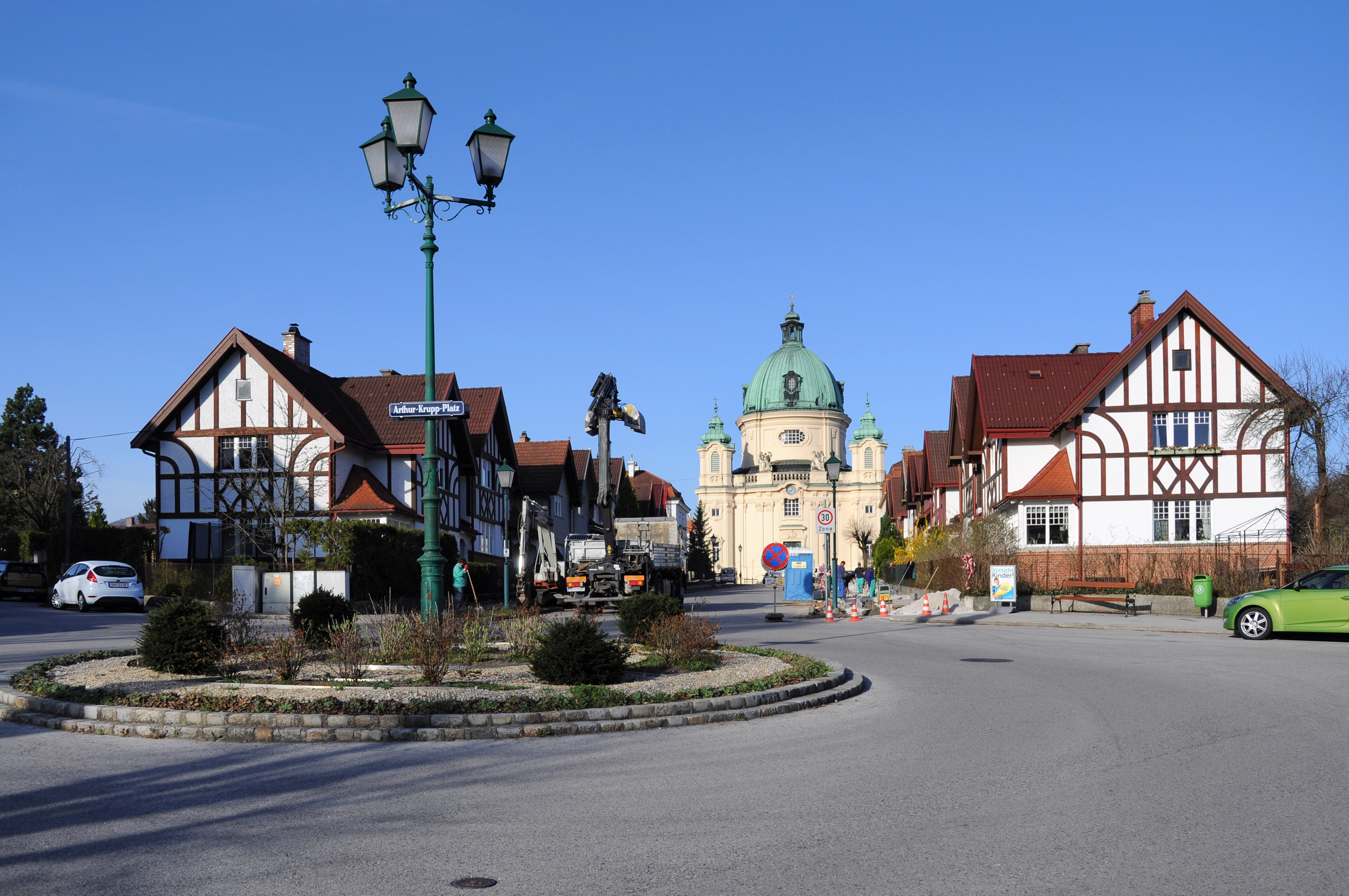
Arthur-Krupp-Platz, im Hintergrund die Pfarrkirche Berndorf

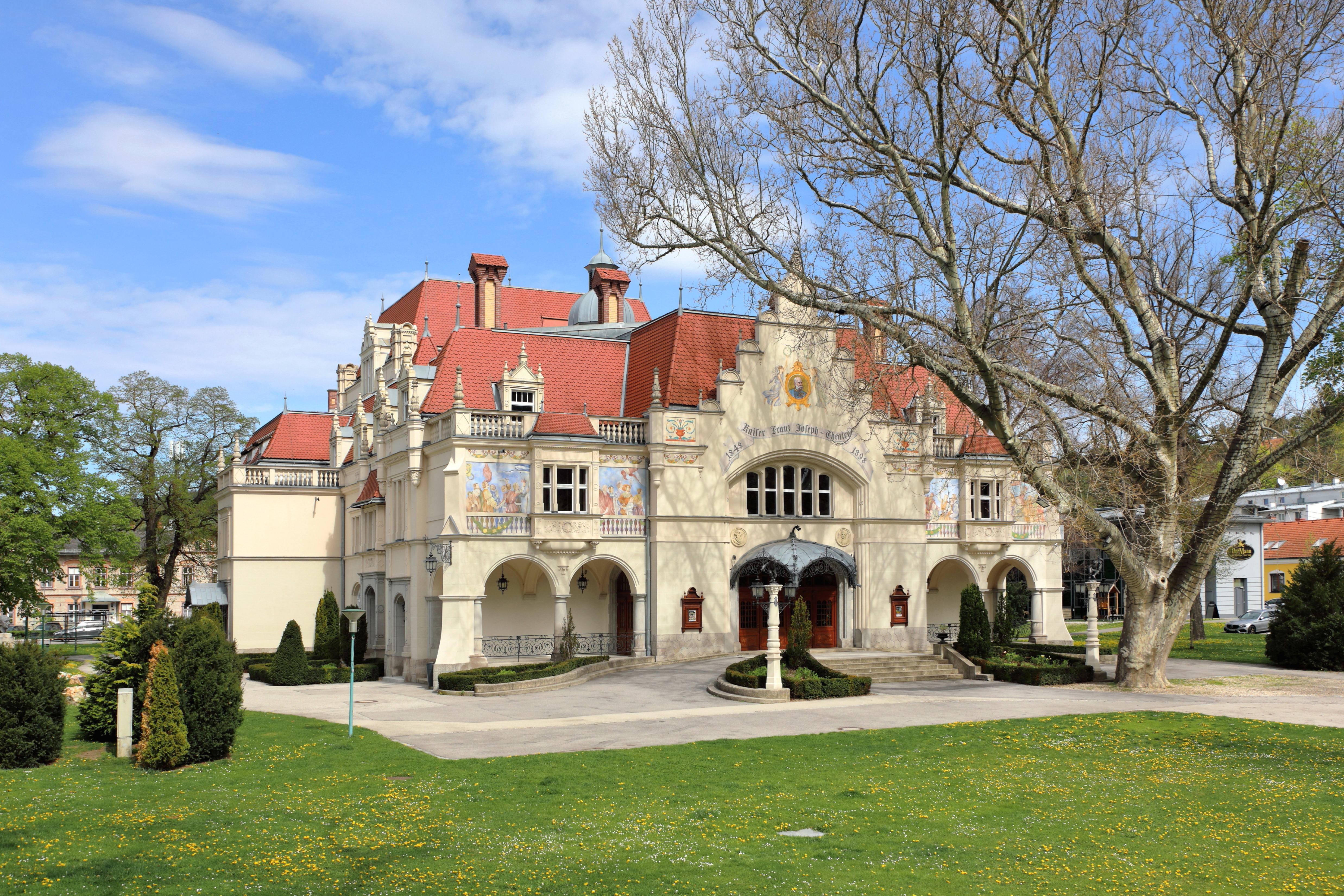
Stadttheater Berndorf

- Katholische Pfarrkirche Berndorf hl. Margareta
- Katholische Filialkirche Berndorf Mariä Himmelfahrt
- Evangelische Pfarrkirche Berndorf Dreieinigkeitskirche
- Katholische Pfarrkirche St. Veit an der Triesting
- Kapelle an der Lind
- Stadttheater Berndorf
- Krupp-Mausoleum
- Aussichtswarte Guglzipf
- Krupp Stadt Museum
- Werksiedlung Wiedenbrunn
- Eiserner Bär in der Idagasse

## Wirtschaft und Infrastruktur
In der Gemeinde leben 3897 Erwerbstätige. Davon arbeiten 1342 in der Gemeinde, 2555 pendeln aus. Dafür kommen 1913 menschen aus der Umgebung zur Arbeit nach Berndorf (Stand 2011).

### Bildung
Es gibt in Berndorf 5 Kindergärten, 3 Volksschulen, 2 Hauptschulen, ein Gymnasium, ein Sonderpädagogisches Zentrum mit einer Sonderschule und eine Musikschule.
- Berndorfer Schulen
- BG/BRG Berndorf
- Hallenschule Berndorf, Musik- und Sonderschule

Der Medauhof ist eine Forschungsstätte der Veterinärmedizinischen Uni Wien.

Berndorf (links unten) um 1872 (Aufnahmeblatt der Landesaufnahme)

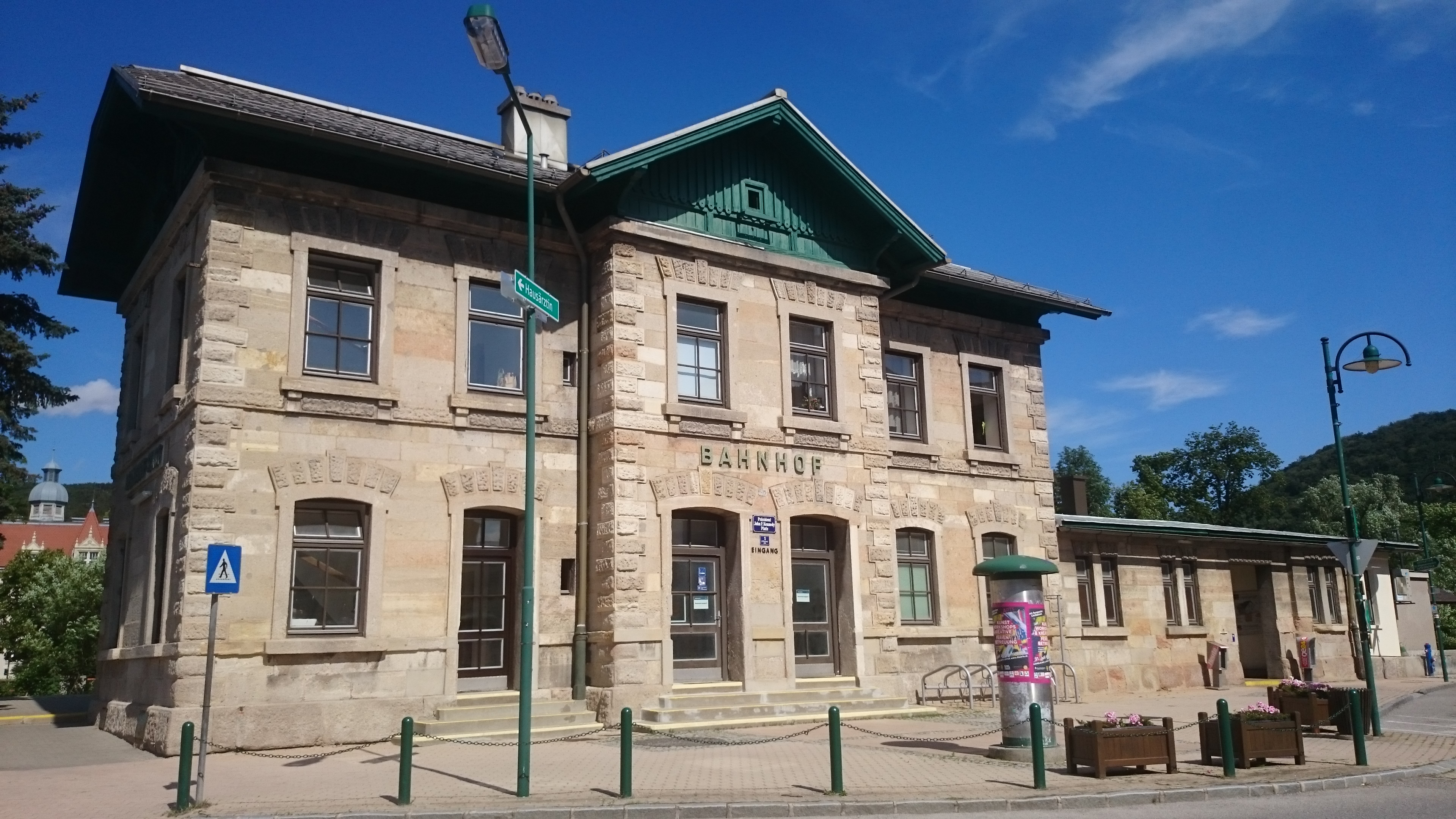
Bahnhof Berndorf

### Verkehr
- Straße: Berndorf liegt an der Hainfelder Straße B18, die durch das Triestingtal führt.
- Bahn: Die Bahnlinie ist die Südwestbahn (Leobersdorfer Bahn), die früher von Leobersdorf bis nach St. Pölten führte, seit 2004 aber in Weissenbach an der Triesting endet.
- Rad: Durch das Gemeindegebiet verläuft der Triestingtal-Radweg.[7]

## Politik

### Gemeinderat
Der Gemeinderat hat 33 Mitglieder.
- Nach den Gemeinderatswahlen in Niederösterreich 1990 hatte der Gemeinderat folgende Verteilung: 21 SPÖ, 7 ÖVP, 3 BLÜ und 2 FPÖ.
- Nach den Gemeinderatswahlen in Niederösterreich 1995 hatte der Gemeinderat folgende Verteilung: 19 SPÖ, 7 ÖVP, 3 FPÖ, 3 BLÜ und 1 LIF.[8]
- Nach den Gemeinderatswahlen in Niederösterreich 2000 hatte der Gemeinderat folgende Verteilung: 21 SPÖ, 7 ÖVP, 4 FPÖ und 1 BLÜ.[9]
- Nach den Gemeinderatswahlen in Niederösterreich 2005 hatte der Gemeinderat folgende Verteilung: 24 SPÖ, 7 ÖVP und 2 FPÖ.[10]
- Nach den Gemeinderatswahlen in Niederösterreich 2010 hatte der Gemeinderat folgende Verteilung: 19 SPÖ, 10 ÖVP, und 4 FPÖ.[11]
- Nach den Gemeinderatswahlen in Niederösterreich 2015 hatte der Gemeinderat folgende Verteilung: 19 SPÖ, 7 ÖVP, 4 FPÖ, und 3 UBV.[12]
- Nach den Gemeinderatswahlen in Niederösterreich 2020 hatte der Gemeinderat folgende Verteilung: 12 SPÖ, 10 ÖVP, 5 Hermann Kozlik - Liste Zukunft Berndorf (LZB), 3 FPÖ und 3 Unser Berndorf Verändern! (UBV).[13]
- Nach den Gemeinderatswahlen in Niederösterreich 2025 hat der Gemeinderat folgende Verteilung: 15 SPÖ, 7 ÖVP, 6 FPÖ, 2 NEOS, 2 LBI und 1 LZB.[14]

### Bürgermeister
- 1851–1862 F. Leidenfrost
- 1862–1870 Matthias Tedler
- 1871–1875 Franz Birk
- 1875–1882 Josef Mitlöhner
- 1882–1887 Karl Johann Mayer
- 1887–1915 Ferdinand Harlles
- 1915–1919 Eugen Essenther
- 1919–1934 Karl Kislinger
- 1934–1938 Ludwig Ehm (Regierungskommissär)
- 1938–1945 Rudolf Krulla
- 1945–1956 Konrad Nimetz (SPÖ)
- 1956–1969 Leopold Steiner (SPÖ)
- 1969–1982 Thomas Kulovits (SPÖ)
- 1982–2002 Josef Leskovec (SPÖ)
- 2002–2020 Hermann Kozlik (SPÖ/ab 2019 LZB)
- 2020–2025 Franz Rumpler (ÖVP)
- seit 2025 Jürgen Schrönkhammer (SPÖ)

### Partnerschaften
- Ohasama (Japan, eingemeindet in Hanamaki)[15]
- Sigmundsherberg

## Persönlichkeiten

### Ehrenbürger der Stadt
- Erwin Pröll (* 1946), Landeshauptmann von Niederösterreich 1992–2017

### Söhne und Töchter der Stadt
- Reinhold Schmid (1902–1980), Chorleiter, Komponist und Pädagoge
- Franz Birner (1920–2009), Politiker der SPÖ
- Robert Lang (1921–2010), Heeresoffizier, General
- Irolt Killmann (1932–1999), Maschinenbauer und Hochschullehrer
- Franz Slawik (1936–1993), Schuldirektor, Philosoph und ehemaliger Landesrat von Niederösterreich (SPÖ)
- Ernst Höger (1945–2019), Politiker der SPÖ
- Andreas Pülz (* 1960), Klassischer Archäologe
- Peter F. Stadler (* 1965), Bioinformatiker und Chemiker

### Mit der Stadt verbundene Persönlichkeiten
- Albert Grunow (1826–1914), Chemiker und Diatomeenforscher
- Gabriele Husar (* 1953), Rallyefahrerin
- Gerhard Kaiser (* 1955), Künstler
- Winfried Otto Schumann (1888–1974), Physiker
- Günter Tolar (* 1939), Schauspieler, Fernsehmoderator und Autor
- Franz Viehböck (* 1960), Manager, Elektrotechniker und Raumfahrer
- Heinrich Walcher (* 1947), Maler und Musiker